# 角田山
角田山（かくだやま）は、新潟県新潟市西蒲区にある標高481.7 mの山。長者原山とも言われる。

## 概要

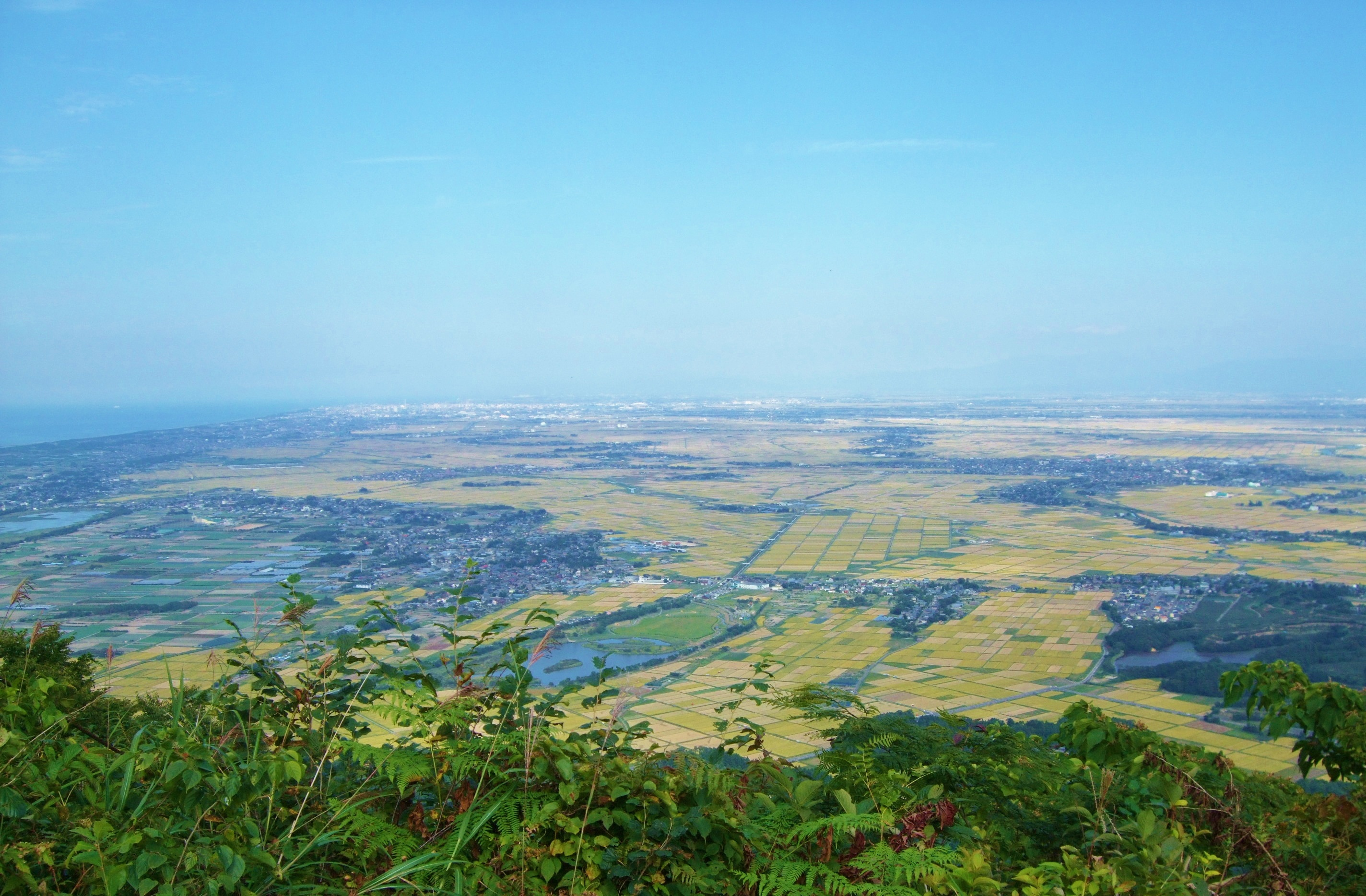
山頂付近から越後平野を望む

越後平野の日本海側に位置し、弥彦山から連なる弥彦山塊の中では最も北に位置する。弥彦山脈の一連の山と共に佐渡弥彦米山国定公園の一角を成す。
南東側は主にスギ植林地が占め、北西側は主にコナラやミズナラ、ツツジなどで構成される落葉広葉樹林が占める。山麓〜中腹の緩斜面は柿畑として利用されている。

## 登山
登山道は7コース設定されており、子供や年配者でも比較的容易に登ることができることもあり、登山者は多い。山頂付近はなだらかになっており、稲島コース側に位置する観音堂前の展望台からは越後平野や遠くに見える新潟市街を一望できる。越後七浦シーサイドラインが開通してからは、海側からの登ることができる選択肢が増えた。
近郊の小学校の遠足や登山にもしばしば利用される。山頂は草木が生い茂っており、広々としている。春には雪割草やカタクリ等、夏にはスカシユリ、サラシナショウマ等の花が楽しめる。

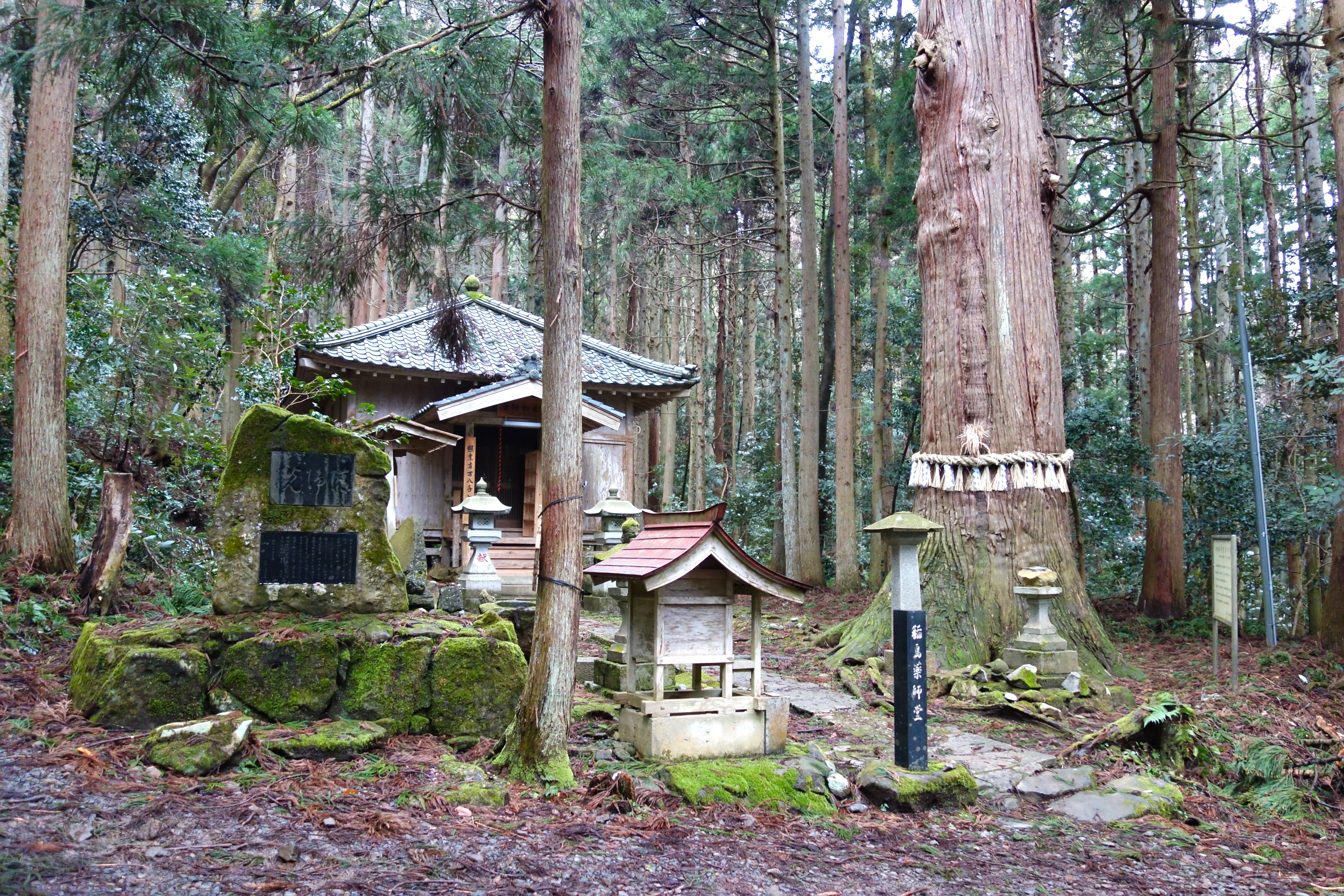
稲島薬師堂と稲島の大杉
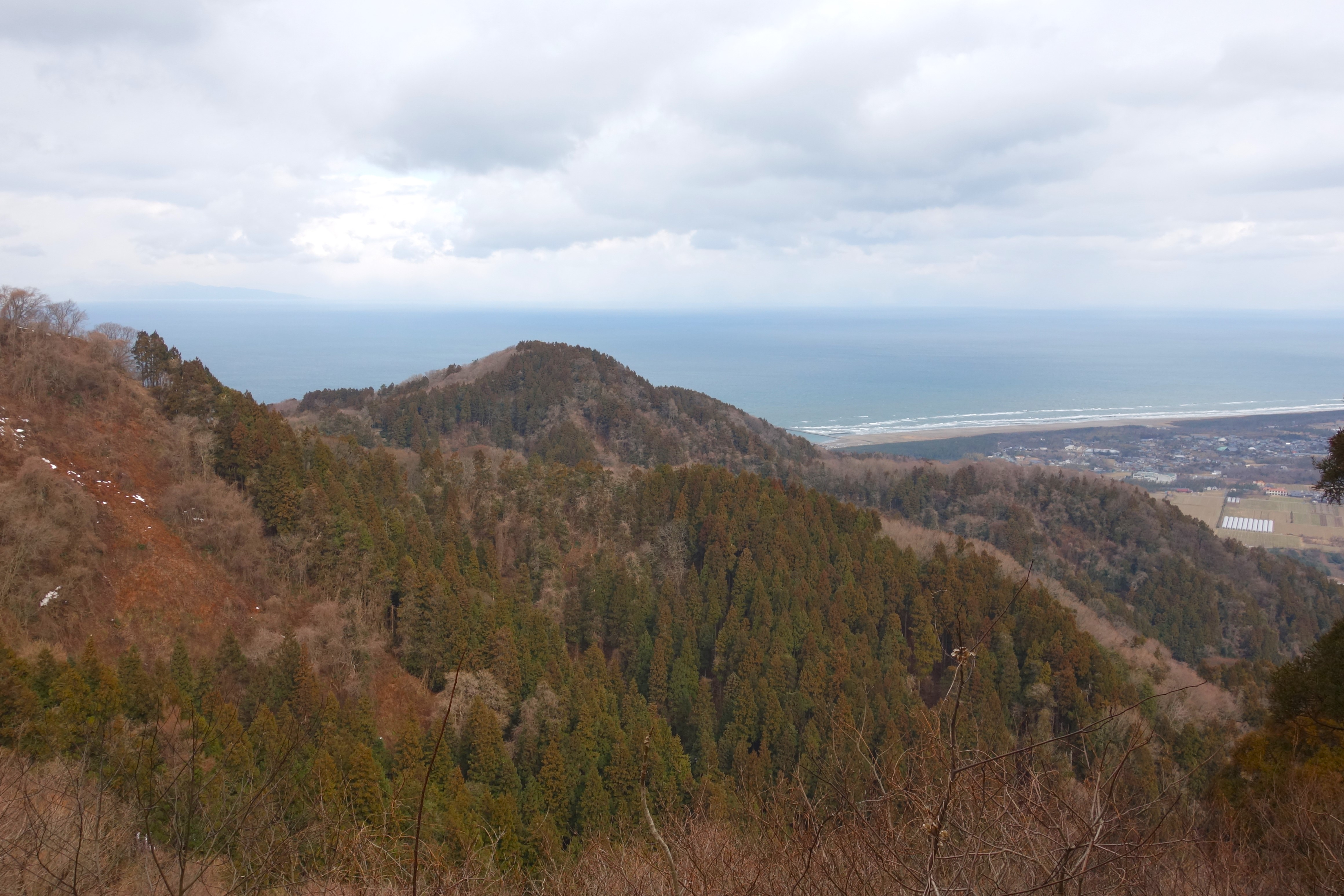
稲島コースから佐渡島と日本海
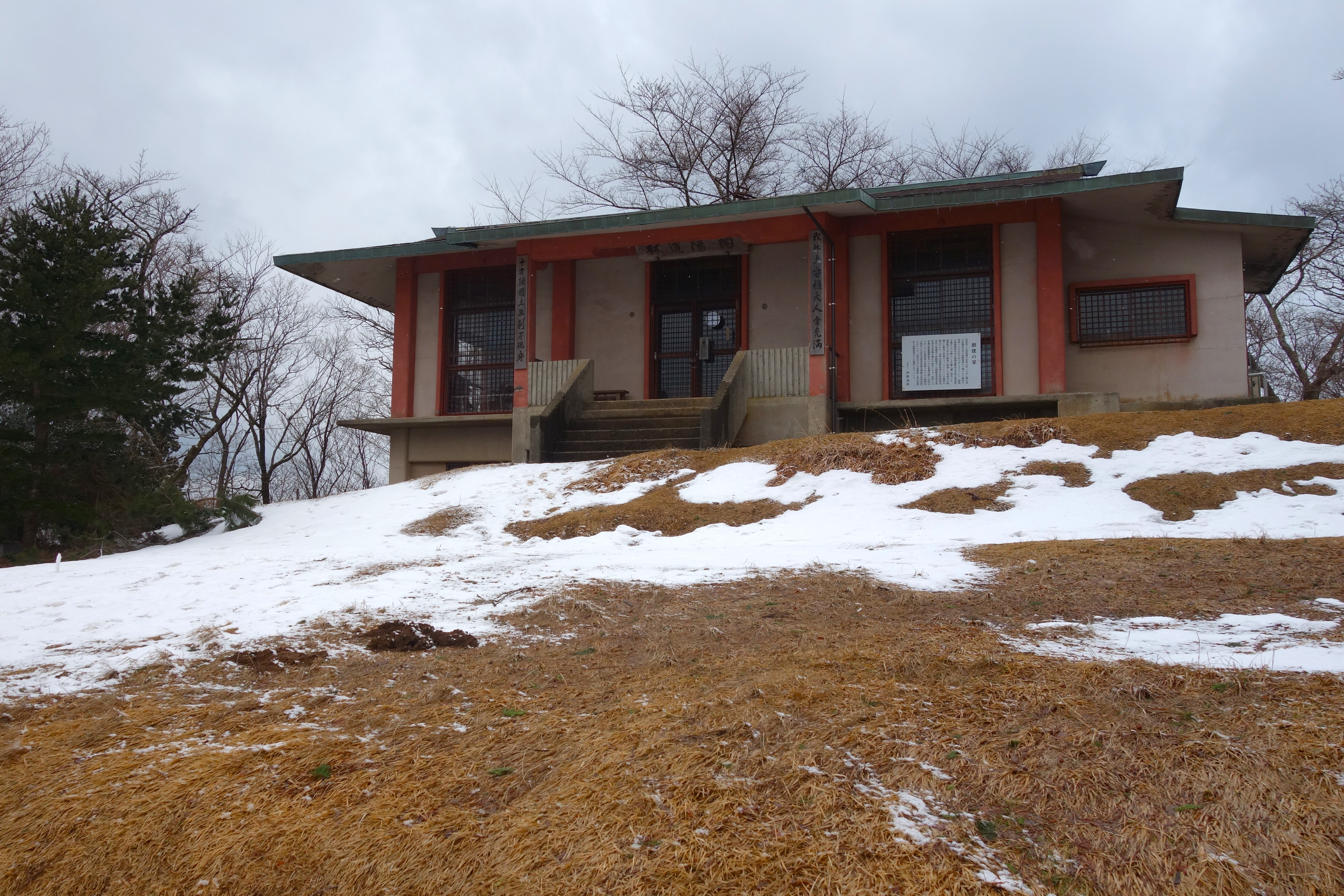
角田山観音堂
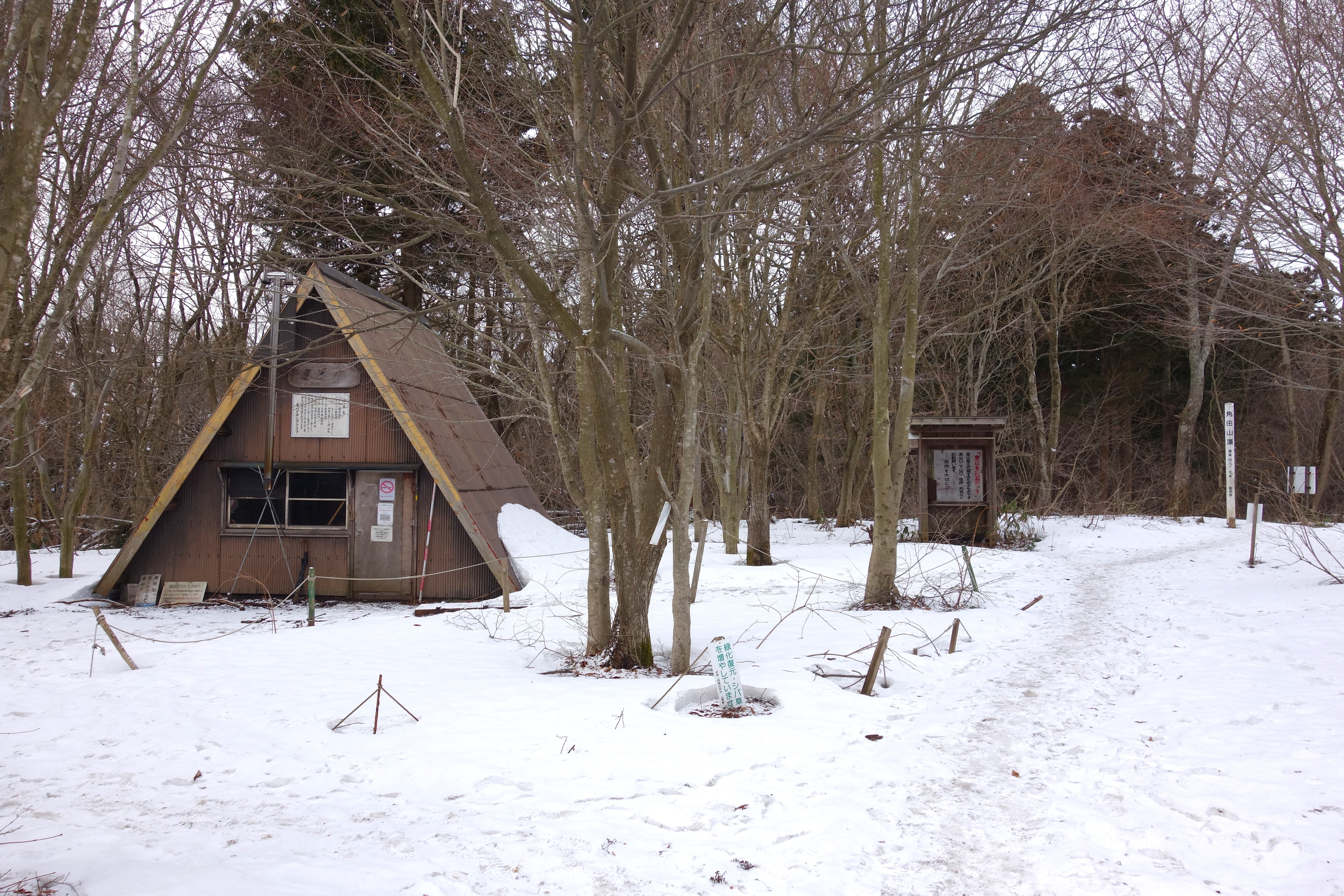
角田山山頂と山小屋（健養亭）

## 角田山自然館
ほたるの里コース登山口周辺に位置する資料館であり、登山道や角田山の植物の紹介など各種パネルが展示されている。また、西蒲区内の北国街道を紹介するパネルも展示されている。

## 交通アクセス

### 公共交通
JR巻駅および弥彦駅発着の「にしかん観光周遊ぐる〜んバス」（週末を中心に運行）により登山口近くにアクセスできる。
このほか、定期便としては新潟交通観光バスやウエスト観光バスの巻駅前～角田線、稲島線、浦浜線も利用できる。
なお、2018年ごろまでは登山シーズンに「角田山周遊バス」が運行されていた（こちらは事実上廃止）。

### 自家用車
五りん石コースを除く各登山口には駐車場が設けられている。なお、登山シーズンには五ケ峠登山口に通じる道において一方通行の交通規制が行われる。

## 周辺の山
- 弥彦山
- 国上山

## 関連書籍
- 田中澄江『新・花の百名山』文春文庫、1995年6月、270-272頁。ISBN 4-16-731304-9。
- 『改訂版 新潟県の山』山と溪谷社〈新・分県登山ガイド・改訂版〉、2010年2月、56-57頁。ISBN 9784635023665。